# Squamophis
Genre
Squamophis est un genre d'ophiures (échinodermes) abyssales de la famille des Euryalidae.

## Liste des espèces
Selon World Register of Marine Species (6 janvier 2015) :
- Squamophis albozosteres Okanishi et al., 2011 -- Australie
- Squamophis amamiensis (Okanishi et al., 2009) -- Japon
- Squamophis lifouensis Stöhr, 2011 -- Nouvelle-Calédonie

## Galerie

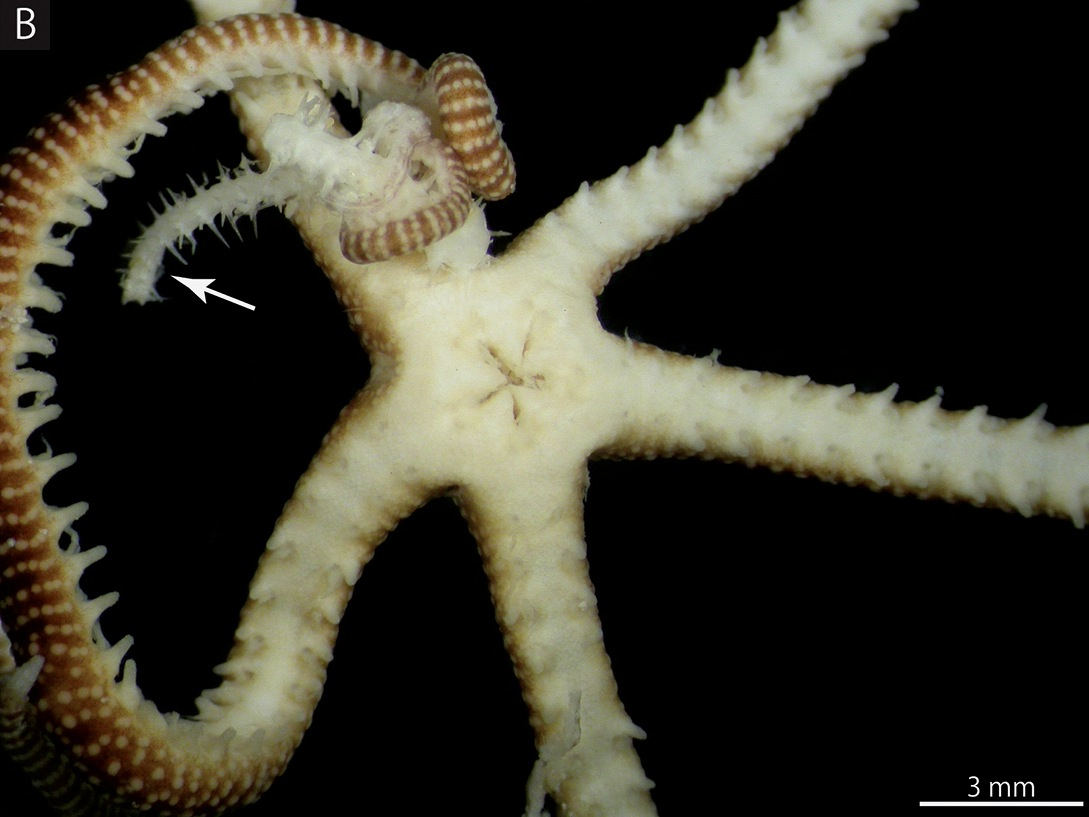
Squamophis albozosteres (face orale).
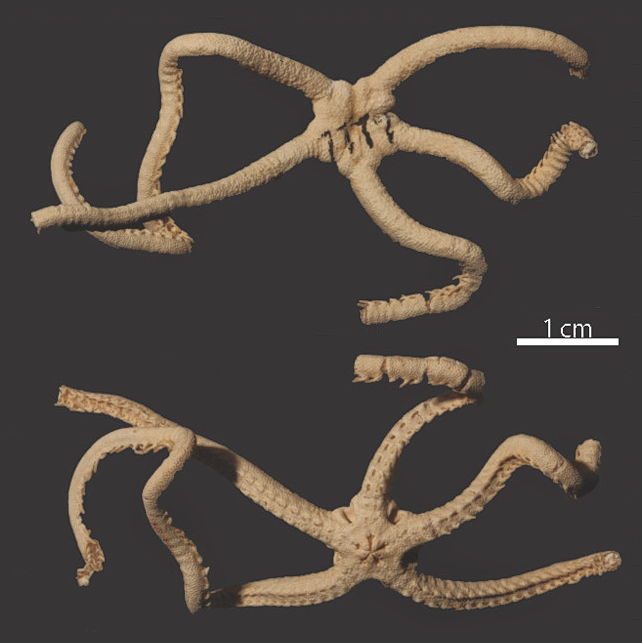
Squamophis amamiensis.
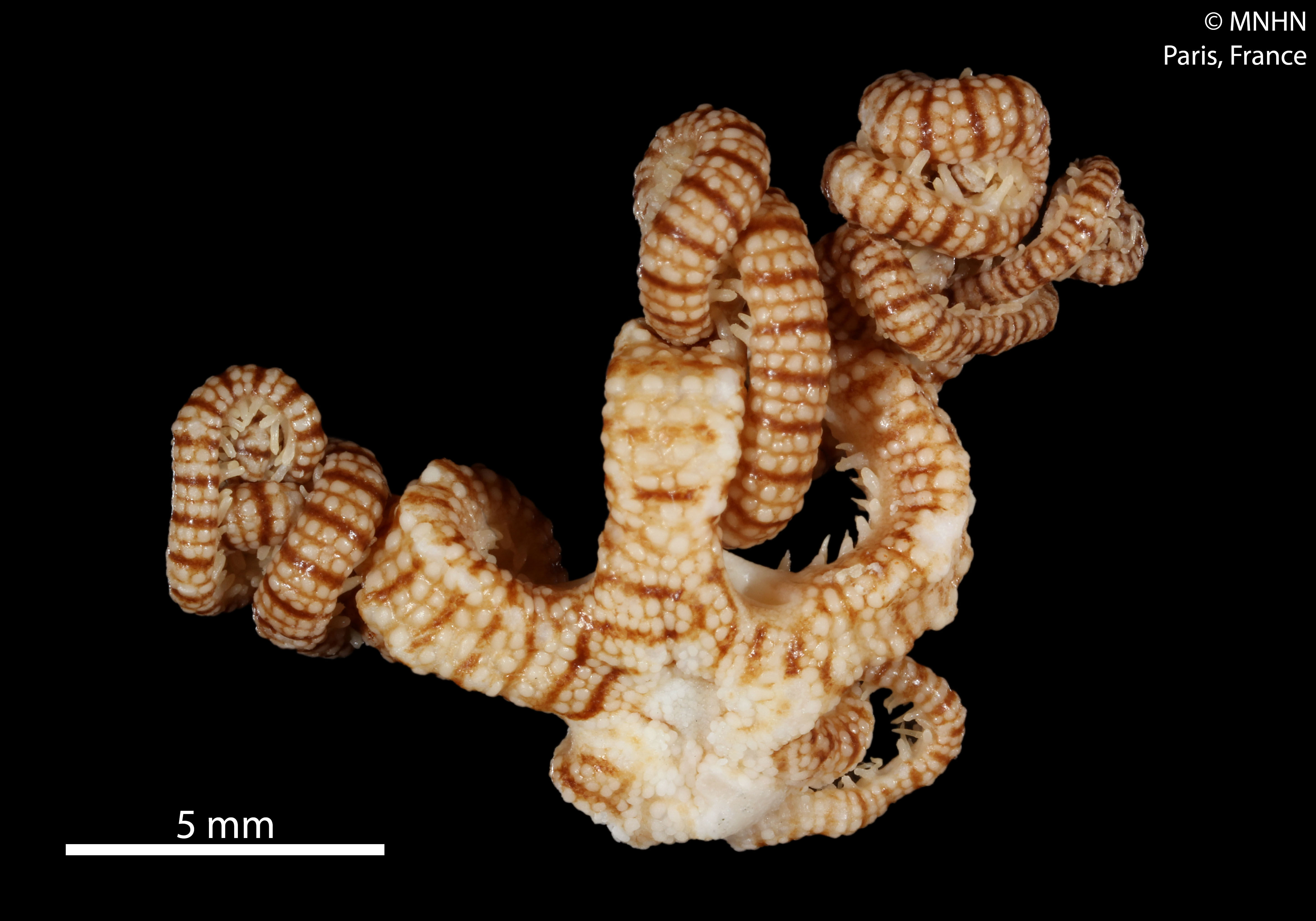
Squamophis lifouensis.

## Publication originale
- (en) Masanori Okanishi, Timothy D O'Hara et Toshihiko Fujita, « A new genus Squamophis of Asteroschematidae (Echinodermata, Ophiuroidea, Euryalida) from Australia », ZooKeys, Sofia, Pensoft Publishers (d), vol. 129, no 129,‎ 16 septembre 2011, p. 1-15 (ISSN 1313-2989 et 1313-2970, OCLC 248547717, PMID 21998552, PMCID 3175144, DOI 10.3897/ZOOKEYS.129.1202, lire en ligne).